# Tavaris Tate

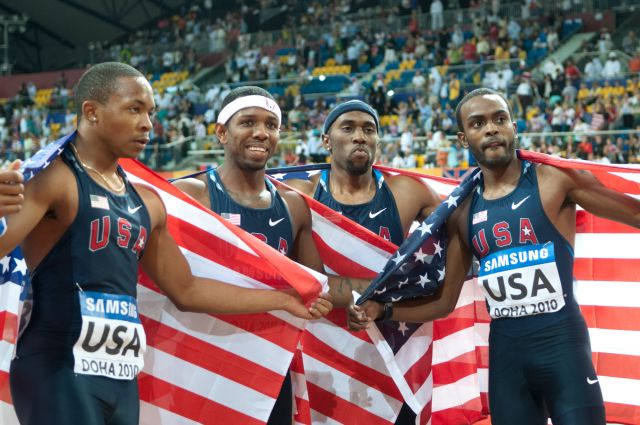
Tavaris Tate (links) mit der Weltmeisterstaffel 2010

Tavaris Tate (* 21. Dezember 1990) ist ein US-amerikanischer Sprinter, der sich auf den 400-Meter-Lauf spezialisiert hat.
Der panamerikanische Vize-Juniorenmeister von 2009 erzielte seinen ersten großen Erfolg im Erwachsenenbereich, als er mit der US-amerikanischen Staffel bei den Hallenweltmeisterschaften 2010 in Doha Gold in der 4-mal-400-Meter-Staffel gewann.

## Persönliche Bestzeiten
- 100 m: 10,48 s, 9. Mai 2009, Pearl
- 200 m: 20,75 s, 10. April 2010, Oxford
  - Halle: 20,96 s, 13. Februar 2010, Fayetteville
- 400 m: 44,84 s, 26. Juni 2010, Des Moines
  - Halle: 45,80 s, 12. Februar 2010, Fayetteville